# Louis Arti
Louis Arti, nom de scène de Louis Gaudioso, est un chanteur et écrivain français né en 1944 en Algérie. 

## Biographie
Louis Arti naît en 1944 en Algérie. Son père est d'origine napolitaine et sa mère corse. La famille demeure à El Halia, un village de mineurs près de Skikda (anciennement Philippeville), où son père est boulanger. De son enfance algérienne parmi les mineurs de fond, Louis Arti gardera un sentiment d'universalité qui traverse toute son oeuvre : « Les premiers artistes que j'ai rencontrés dans ma vie sont les ouvriers que je voyais transformer un bout de ferraille en moteur, c'est eux qui m'ont donné l'envie de création. » Le mélange des cultures et des hommes est un thème récurrent de ses chansons. Le 20 août 1955 a lieu le massacre de son village, qui le marquera de manière indélébile et influera sur la totalité de son œuvre. Son père meurt tué par les fellagas, sa mère est blessée et l'enfant est spectateur malheureux de la tuerie.  
Après le massacre, sa famille est rapatriée. Louis Arti grandit dans l'univers de la cité minière de Behren-lès-Forbach, où il commence, parmi divers petits travaux, à chanter. « C'est dans les bals de l'Est Mosellan que j'ai appris la musique en faisant danser (...) les ouvriers mineurs, leurs cadres et leurs familles. »
À 25 ans, Louis Arti quitte la mine pour commencer une carrière de chanteur. « La chanson est venue pour moi au moment de mai 1968. Ça a été une révolution, je suis sorti de ma cité, j'ai quitté le prolétariat, je suis sorti du tableau pour voir quelle gueule il avait. » Commence alors pour Louis Arti une vie itinérante entre l'Angleterre, l'Allemagne, et enfin Paris où il se produit dans des cabarets. Au départ, ce sont ses amis de la cité de Behren qui l'aident à financer son premier disque. C'est le début d'un succès qui le mènera jusqu'à la scène de l'Olympia le 1er juin 1983, année où il signe pour trois disques chez CBS. Puis, Louis Arti sera invité dans de nombreux festivals (le printemps de Bourges, la fête de l'Humanité, le festival CEGEP de Montréal en 1988 et enfin le festival de Québec en 1991). À cette époque, il bénéficiera de la reconnaissance de ses pairs, Allain Leprest le prenant pour « le poète le plus inspiré de la chanson française de sa génération » et Léo Ferré trouvant sa version du Pont Mirabeau meilleure que la sienne.
Après une première de sa carrière consacrée à la chanson, Louis Arti débute un travail autobiographique par le canal du roman et du théâtre. Son premier texte, El Halia, le sable d'El Halia (1996), raconte le massacre de 1955. Belle vie en noir, paru en 2003, retrace son adolescence mosellane et Les yeux blessés de Marie-Jeanne (2009) part à la rencontre de ses ancêtres. Cette production autobiographique sera retravaillée par Louis Arti au théâtre, sous la forme de spectacles mis en scène par Jean-Louis Hourdin avec l'acteur Gérard Guillaumat. Un autre spectacle, intitulé Tête de pluie, sera mis en scène par François Chattot. À la recherche de nouveaux modes d'expression, Louis Arti parraine des ateliers d'écriture dans des écoles, des ZUP, en milieu carcéral, etc. Par ailleurs, il se lance dans la peinture et vend ses toiles pour financer ses disques.

## Publications
- El Halia, Le sable d'El Halia (Éditions Comp'Act, 1996)
- Belle vie en noir (Goût de l'être, 2003)
- Les yeux blessés de Marie Jeanne (Les points sur les i, 2011)
- El Halia, dix ans du matin (Éditions Mica, 2014)
- La nuit est la mer revenue, Poèmes de nuit pour Jacqueline (Éditions Paraules, 2019)